# Curcuma antinaia
Curcuma antinaia är en enhjärtbladig växtart som beskrevs av Chaveer. och Tanee. Curcuma antinaia ingår i släktet Curcuma och familjen Zingiberaceae. Inga underarter finns listade i Catalogue of Life.